# Mawry
Mawry (deutsch Mawern) ist ein Dorf im Powiat Olsztyński (Allensteiner Kreis) der polnischen Woiwodschaft Ermland-Masuren.

## Geografie
Das Dorf liegt in Ermland in der historischen Region Ostpreußen, etwa 15 Kilometer westsüdwestlich der Stadt Lidzbark Warmiński (Heilsberg), 11 Kilometer nördlich von Dobre Miasto (Guttstadt) und 16 Kilometer ostsüdöstlich der Stadt Orneta (Wormditt). 

## Geschichte
Die erste urkundliche Erwähnung von Mawern fand 1366 unter dem Namen Mauren statt. Der Ort wurde unter der Herrschaft des Bischofs Hermann von Prag mit einem Gebiet von 22 Hufen als Hufenzinsdorf begründet. 1366 war das Dorf um weitere sechseinhalb Hufen angewachsen, die durch diese Urkunde von Erzbischof Johann Stryprock dem Ort offiziell überlassen wurden. Der Schultheiß des Ortes hieß Heinrich Wegener. 1375 wurden dem Ort weitere fünf Hufen Wald verliehen. Mit dem Zweiten Frieden von Thorn 1466 wurde das Dorf, wie das ganze Ermland, Teil Preußens königlichen Anteils. Nach Wojciech Kętrzyński ging das Dorf 1486 in den Besitz von Jahn Czolle von Czechowitz (poln. Jan Czoło z Czechowic) über; Kętrzyński gibt aber dafür keine Quelle an.
Im Reiterkrieg wurde das Dorf zum Großteil zerstört, von den 25 zinspflichtigen Hufen lagen 20 wüst. Bis 1533 waren es nur noch zehn. 1586 war das gesamte Dorf wieder aufgebaut und besiedelt. 1587 gab es neun zum Kriegsdienst zu Fuß verpflichteten Pachtbauern und den zum Reiterdienst verpflichteten Schultheiß. Seit der Union von Lublin 1569 war das zuvor autonome königliche Preußen und damit Mawern in das Königreich Polen integriert.
Die bäuerlichen Einwohner des Dorfes waren 1656 Teil der Scharwerker des nahegelegenen Vorwerks Gronau. Zu diesem Zeitpunkt hatte das Dorf eine Fläche von 28,5 Hufen mit sieben Bauern und einem Schultheiß.
Mit der ersten Teilung Polens 1772 wurde das Ermland inklusive Mawern wieder mit dem Rest Preußens vereint.
1817 bestand das Dorf aus 27 Häusern mit 118 Einwohnern. Die Zahl der Einwohner stieg 1846 auf 193. 1871 gab es 29 Häuser mit 218 Einwohnern. 1925 sank die Einwohnerzahl auf 181 und 1939 auf 169. 1945 wurde die deutsche Bevölkerung des Dorfes vertrieben, der Dorfname wurde als Mawry polonisiert. Das Dorf gehört seitdem zu Polen. 2010 gab es wieder 31 Einwohner.